# Retrato de Rita de Acosta Lydig sentada
Retrato de Rita de Acosta Lydig sentada es una pintura al óleo sobre lienzo de 180,4 × 109,9 cm del pintor italiano Giovanni Boldini fechada en 1911. Actualmente forma parte de la colección del Sr. y la Sra de James Coleman.

## Historia
Mecenas y coleccionista de arte antiguo, Rita de Acosta Lydig era una de las protagonistas más excéntricas de la Belle Époque. También fue famosa por su impresionante guardarropa, ahora conservado en el Museo Metropolitano de Arte de Nueva York, y por su colección de ciento cincuenta pares de zapatos diseñados por Pierre Yantorny. Durante sus frecuentes viajes a París, se alojaba en el Ritz, siempre acompañada de numerosos sirvientes y unos cuarenta baúles y maletas Vuitton. 

## Análisis
En este retrato, el largo vestido de noche de encaje y seda ligera sin mangas de Chéruit se levanta para revelar las medias negras bordadas y sus famosos zapatos. Con una extrema luminosidad de tonos, Boldini exalta la tez perfecta de la modelo, lo que le valió el apodo de "dama de alabastro", reforzado aún más por su cabello negro muy oscuro. Finalmente, el pintor explota al máximo las posibilidades de la figura serpenteante, creando un movimiento ondulante desde el cuello de cisne de la modelo, pasando por sus largos brazos y terminando con la torsión de sus piernas.